# فيروس الضنك
فيروس الضنك أو فيروس الدنك أو فيروس الدنج (بالإنجليزية: Dengue virus)‏ هو فيروس يوجد في خمسة أنماط مصلية تسبب حمى الضنك.
الفيروس عبارة عن فيروس حمض نووي ريبوزي أحادي السلسلة منقول بالبعوض ينتمي لعائلة الفيروسات المصفرة ولجنس الفيروسة المصفرة.
أنماط الفيروس المصلية الخمسة يمكنها أن تسبب كل أعراض وعلامات ومضاعفات المرض.

## طالع أيضًا
- حمى الضنك
- لقاح الضنك